# 希乌马
希乌马是爱沙尼亚希烏縣的一个乡村型市镇，也是希乌县的唯一市镇，位于希乌马岛上。行政中心为凱爾德拉镇。市镇面积为1032平方公里，2021年时人口数量为9,514人。

## 行政管理
希乌马市镇是在2017年10月15日举行的市镇议会选举后将原先的埃馬斯泰、希乌、凱伊納和皮哈萊帕四个市镇合并而成的。
新的市镇包括凱爾德拉镇、两个小镇和182个村庄。